# Maria Elena Kyriakou
Maria Elena Kyriakou (řecky Μαρία Έλενα Κυριάκου; * 11. ledna 1984 Larnaka) je kyperská zpěvačka řecké národnosti. V roce 2014 vyhrála první sezónu soutěže The Voice of Greece (frančíza soutěže The Voice of Holland, v Česku pod názvem Hlas Česko Slovenska a The Voice Česko Slovensko ). Reprezentovala Řecko v soutěži Eurovision Song Contest 2015 s písní „One Last Breath“, skončila na 19. místě. Vystudovala filozofii na Kyperské univerzitě.